# Верхогляд, Андрей Леонидович
Андре́й Леони́дович Верхогля́д (укр. Андрій Леонідович Верхогляд, позывной — Левша; 18 апреля 1996, Рава-Русская — 22 июня 2022, Светлодарск) — украинский военнослужащий, подполковник, участник российско-украинской войны. Герой Украины (11 декабря 2022, посмертно).

## Биография
Родился 18 апреля в 1995 году в городе Рава-Русская Львовской области, в семье военнослужащих. Дед, отец и брат — военные. Когда началась война, Андрей учился на 2 курсе Национальной академии сухопутных войск имени гетмана Петра Сагайдачного.
Выпуск в академии состоялся 28 февраля 2016 года, а уже 16 марта молодой лейтенант Андрей Верхогляд, по специальности «Командир механизированных подразделений», вместе с товарищем по академии лейтенантом Василем Тарасюком, приехал в зону боевых действий в город Волноваху. Назначен командиром 1-го механизированного батальона 72-й отдельной механизированной бригады (в/ч А2167, г. Белая Церковь). Через 5 дней лейтенант Верхогляд уже держал оборону на терриконах возле Докучаевска.
«Мы с товарищем приехали в штаб бригады, представились. Всё как всегда, с той лишь разницей, что в этот же день мы выехали к Волновахе, где нас уже ждали. А там, после того как нам выдали бронежилеты и шлемы, — сразу на передовую», — вспоминает Андрей.
В апреле того же 2016 года батальон вывели из зоны АТО и отправили на международные учения Rapid Trident в Старичи, в сентябре бойцы вернулись на восток и в октябре зашли на позиции в районе Авдеевки.
Во время боевых действий получил ранение,— в нескольких метрах разорвалась граната из СПГ. Пришлось на два месяца покинуть подразделение, в течение месяца врачи вытаскивали из тела Андрея осколки, которых было более 20, четыре осколка так и остались.
Уже в конце января 2017 года подразделение лейтенанта Верхогляда отражало атаку диверсионно-разведывательной группы противника в промышленной зоне города Авдеевка. 29 января, чтобы выйти из-под обстрела вражеской артиллерии и обезопасить бойцов, было принято решение продвинуться на позицию «Алмаз», где раньше находился опорный пункт противника. Штурмовая группа под командованием капитана Андрея Кизила заняла новую позицию и подняла над ней украинский флаг, как раз напротив ясинватской дорожной развязки. В 9:40 в результате прямого попадания артиллерийского снаряда в окоп капитан Андрей Кизило и ещё двое военнослужащих из его штурмовой группы погибли. Под миномётным и артиллерийским огнем бойцы удерживали позицию и отражали атаки противника в подход основных сил 1-го механизированного батальона. Андрей Верхогляд покинул позицию вечером на следующий день. Отоспался — и снова назад. Так пришлось «чередовать» почти неделю. Только после этого на позицию вошло другое подразделение бригады.
Президент Украины отметил высокими государственными наградами военнослужащих 72-й бригады, отличившихся в ходе боевых действий в районе Авдеевки. 21-летний Андрей Верхогляд и 23-летний Василий Тарасюк назначены командирами рот 1-го механизированного батальона 72-й омбр.
С начала полномасштабного вторжения России в 2022 году в составе 72 омбр защищал подступы к городам Борисполь и Бровары. Широко известен в Борисполе как «весёлый парень, готовивший орков».
22 июня 2022 года в возрасте 27 лет погиб в бою с боевиками российского ЧВК «Вагнер» на Светлодарской дуге.
Дома Андрея ждали родители, жена и дочь. Старший брат Дмитрий служит в 95 ОДШБр, также участник войны. Похоронен в городе Звягель Житомирской области.

## Награды
- Звание «Герой Украины» с удостоением ордена «Золотая Звезда» (11 декабря 2022, посмертно) — за личное мужество и героизм, проявленные в защите государственного суверенитета и территориальной целостности Украины, верность военной присяге[4].
- Орден Богдана Хмельницкого II степени (26 марта 2022) — за личное мужество и высокий профессионализм, проявленные в защите государственного суверенитета и территориальной целостности Украины, верность военной присяге[5].
- Орден Богдана Хмельницкого III степени (1 февраля 2017) — за личное мужество и высокий профессионализм, проявленные в защите государственного суверенитета и территориальной целостности Украины, верность военной присяге[6].

## Память
- 20 июня 2023 Киевский городской совет переименовал улицу Михаила Драгомирова на улицу Андрея Верхогляда[7][8].

- В Звягеле установят мемориальную доску[9].

- В городе Звягель улицу Содружества переименовали в улицу Андрея Верхогляда[10].